# Djurgårdens IF Fotboll 1955/1956
Djurgårdens IF Fotboll spelade säsongen 1955/1956 i Allsvenskan. Denna säsong kom man på en 3:e plats och blev det bästa laget i Stockholm. Sven Johansson lagets bäste målskytt med 12 mål, på andra plats kom John Eriksson med 10 mål och på 3:e plats kom Gösta Sandberg med 6 mål. Tack vare SM-guldet säsongen innan belönades man med en plats i Europacupen i fotboll där Djurgården vann första omgången och nådde kvartsfinal där de förlorade mot skotska laget Hibernian FC.

## Europacupen
| Omgång           | Datum                    | Motståndare      | H/B | Resultat | Målskyttar                              | Domare              | Publik | Arena              |
| ---------------- | ------------------------ | ---------------- | --- | -------- | --------------------------------------- | ------------------- | ------ | ------------------ |
| Omgång 1, 1:2    | Tisdag 20 september 1955 | Gwardia Warszawa | H   | 0-0      |                                         | Jarl Hansen         | 3 574  | Stockholms Stadion |
| Omgång 1, 2:2    | Onsdag 12 oktober 1955   | Gwardia Warszawa | B   | 4-1      | Eriksson (3) 5', 17', 22', Sandberg 29' | Dean Harzic         | 35 000 | Arméstadion        |
| Kvartsfinal, 1:2 | Onsdag 23 november 1955  | Hibernian FC     | H   | 1–3      | Eklund 1'                               | Arthur Edward Ellis | 21 962 | Firhill*           |
| Kvartsfinal, 2:2 | Måndag 28 november 1955  | Hibernian FC     | B   | 0-1      |                                         | Arthur Edward Ellis | 32 000 | Easter Road Park   |

- Djurgårdens hemmamatch mot Hibernian FC spelades i Glasgow pga frusen plan i Sverige[1].